# 60S ribosomal protein L14
60S ribosomal protein L14 ("60S-rybosomalne białko L14") – białko kodowane u człowieka genem RPL14.

## Funkcja
Rybosomy to organella komórkowe katalizujące syntezę białek. Składają się (u eukariontów) z podjednostki dużej 60S i podjednostki małej 40S. Podjednostki te razem składają się z 4 rodzajów RNA i około 80 strukturalnie odrębnych białek. RPL14 koduje białko rybosomalne wchodzące w skład podjednostki 60S. Białko to należy do rodziny białek rybosomalnych L14E. Zawiera ono podstawową domenę w postaci przypominającej suwaka leucynowego. Jako białko rybosomalne ulokowane jest w cytoplazmie. Gen zawiera powtórzenia trójnukleotydowe (GCT), długość tych sekwencji jest wysoce polimorficzna. Powtórzenia tych tripletów wiążą się z obecnością obszaru złożonego z reszt alanylowych w kodowanym białku. Co typowe dla genów kodujących białka rybosomów, w obrębie genomu znajdują się liczne rozsiane pseudogeny tego genu.

## Interakcje
Wykazano istnienie interakcji RPL14 z PHLDA1.